# بیل لنی
بیل لنی (انگلیسی: Bill Lenny; ۵ ژانویهٔ ۱۹۲۴ – ۷ ژانویهٔ ۱۹۸۹) تدوین‌گر اهل بریتانیا بود.

## فیلم‌شناسی
- طلای مکنا
- دراکولا
- کرامول
- کازینو رویال
- آدم‌برفی نفرت‌انگیز
- پاپ ژوان